# Franz Hofer
Franz Hofer, född 27 november 1902 i Hofgastein, död 18 februari 1975 i Mülheim an der Ruhr, var en österrikisk nazistisk politiker och Obergruppenführer i Nationalsozialistisches Kraftfahrkorps (NSKK). Han var Gauleiter i Gau Tirol-Vorarlberg från 1938 till 1945.

### Webbkällor
- ”Biographie: Franz Hofer” (på tyska). Deutsches Historisches Museum. Arkiverad från originalet den 6 juli 2014. https://www.webcitation.org/6QsBXax0L?url=http://www.dhm.de/lemo/html/biografien/HoferFranz/. Läst 6 juli 2014.